# Sankt Gallenkirch
Sankt Gallenkirch è un comune austriaco di 2 189 abitanti nel distretto di Bludenz, nel Vorarlberg. Stazione sciistica, ha ospitato tra l'altro prove di sci alpino del XII Festival olimpico invernale della gioventù europea, tappe della Coppa Europa di snowboard e i Campionati austriaci di sci alpino 1967.